# Marcel Plaisant
Pour les articles homonymes, voir Plaisant.
Louis Léon Marcel Plaisant, né le 8 mars 1887 à Bourges et mort le 16 décembre 1958 à Paris, est un juriste, diplomate, résistant et homme politique français.

## Biographie
Fils d'Achille Plaisant, premier président de cour d'appel de Bourges, et petit-fils de Léon Legouest, Marcel Plaisant fait des études de droit, et obtient son doctorat à l'âge de vingt-deux ans et devient avocat au barreau de Paris et professeur à l'École des hautes études sociales. Mobilisé pendant la Première Guerre mondiale, il est fait prisonnier en 1915. De retour en France, il commence une carrière politique, se présentant, avec succès, aux élections législatives de 1919, dans son Cher natal sous l'étiquette de l'Entente républicaine démocratique. Il est réélu en 1924, sur la liste du Cartel des gauches, puis en 1928, au scrutin uninominal, cette fois comme Radical indépendant au sein de la Gauche radicale.
Marcel Plaisant appartient à la commission des Affaires étrangères, domaine auquel il consacre l'essentiel de son activité parlementaire. Il est délégué de la France à la Société des Nations (SDN), aux conférences de Locarno, Rome, La Haye, Londres. Il participe aux travaux de la sous-commission de la Commission internationale de coopération intellectuelle sur les questions de propriété intellectuelle, et au comité international des experts pour le droit des savants, dont il est le rapporteur. Les travaux qu'il réalise à ce titre sont couronnés, en 1932, par le prix de la Fondation Linthicum pour la protection internationale de la propriété scientifique, prix décerné par l'université de Chicago. Toujours en 1932, Marcel Plaisant est chargé de cours à l'Académie de droit international de La Haye.
Il devient sénateur en 1929, constamment réélu jusqu'en 1940. Il appartient au groupe de la Gauche démocratique.
Le 10 juillet 1940, il fait partie des quatre-vingts parlementaires qui votent contre les pleins pouvoirs à Philippe Pétain.
Il entre ensuite dans la Résistance. Arrêté en 1944, il est torturé par la Gestapo (notamment le collaborateur français Pierre Paoli) et sauvé par l'arrivée des troupes alliées.
En 1947, il est élu à l'Académie des sciences morales et politiques, section de Législation, droit public et jurisprudence, fauteuil quatre.
En 1948, Marcel Plaisant retrouve son siège de parlementaire au Conseil de la République. Il est le représentant de la France à l'Assemblée des Nations unies de 1949 à 1951, puis président de la commission des Affaires étrangères du Conseil de la République.
Après sa mort, Gaston Monnerville fait son éloge :
« Pour soutenir son argumentation, notre collègue était servi par une éloquence vraiment personnelle […] Il avait en outre le respect de son auditoire, et une négligence de forme, quelque laisser-aller dans ses propos, lui eût semblé une incorrection ; son élégance naturelle — physique et morale — n’eût pas plus supporté une faute de langage qu’une tache sur son gilet. Sa culture était une courtoisie. »